# Instituto Federal de Pernambuco
O Instituto Federal de Educação, Ciência e Tecnologia de Pernambuco é uma instituição centenária que oferece educação básica, profissional e superior, de forma "pluricurricular". É uma instituição multicampi, especializada na oferta de educação profissional e tecnológica nas diferentes modalidades de ensino, com base na conjugação de conhecimentos técnicos e tecnológicos às suas práticas pedagógicas, criada de acordo com o Projeto de Lei 3775/2008, mediante integração do Centro Federal de Educação Tecnológica de Pernambuco, da Escola Agrotécnica Federal de Barreiros, Escola Agrotécnica Federal de Belo Jardim e Escola Agrotécnica Federal de Vitória de Santo Antão. Sua Reitoria está instalada no Recife.
Com 16 campi distribuídos do litoral ao sertão de Pernambuco, mais uma ampla rede de Educação a Distância, formada por 11 polos, o IFPE alia seu viés profissionalizante de origem, voltado a atender às demandas do mercado produtivo e da indústria, ao desenvolvimento do saber científico e à uma formação humanística. Mais do que profissionais, formam-se cidadãos, cientistas, indivíduos aptos não só a integrar com excelência a cadeia produtiva, mas a transformá-la, contribuindo para impulsionar o desenvolvimento socioeconômico da região à sua volta. 

## Histórico
Inaugurado em 23 de setembro de 1909, o Instituto Federal de Pernambuco (IFPE) é o mais antigo do Brasil, com 108 anos de existência. Antes funcionava no bairro do Derby, no Recife, onde hoje se encontram o Colégio da Polícia Militar de Pernambuco (CPM-PE).

## Campi
Os campi do IFPE estão localizados nas cidades:
- Abreu e Lima
- Afogados da Ingazeira
- Barreiros
- Belo Jardim
- Cabo de Santo Agostinho
- Caruaru
- Garanhuns
- Igarassu
- Ipojuca
- Jaboatão dos Guararapes
- Olinda
- Palmares
- Paulista
- Pesqueira
- Recife
- Vitória de Santo Antão